# Сен Луј
Сен Луј (фр. Saint-Louis) град је у Француској, у департману Реинион.
По подацима из 1999. године број становника у месту је био 43.519.

## Демографија
| 1982.  | 1990.  | 1999.  | 2006.  | 2011.  |
| ------ | ------ | ------ | ------ | ------ |
| 31.785 | 37.420 | 43.519 | 49.455 | 52.523 |